# Perry (Familienname)
Perry ist ein englischer Familienname.
Der Name „Perry“ stammt aus England und bezeichnete die Herkunft des Namensträgers. Der Name leitet sich aus dem altenglischen Wort „pirige“ oder „pyrige“ – dem Birnbaum – ab und bezeichnet jemanden als „Hüter des/der Birnbaums/-bäume“. Die älteste Erwähnung des Namens erfolgte im Jahr 1176 in der Pipe Roll for Staffordshire: „Henry de Peri“; weiters in der Assize Roll for Somerset von 1243 einen „William de la Purie“ und einen „Gilbert atte Perye“ in der Feet of Fines für Surrey 1263. Der Name könnte sich allerdings auch aus der alten französischen Bezeichnung „perrier“ oder „perrieur“ für einen Steinbrucharbeiter herleiten. Der damit verbundene Name war damals üblicherweise „Perrier“, der sich im Englischen zu „Perry“ gewandelt haben könnte.
„Perry“ bezeichnet heute einen Birnenmost, „Perrier“ ist ein Mineralwasser.

## Namensträger

### A
- Aaron F. Perry (1815–1893), US-amerikanischer Politiker
- Adam Perry (Rugbyspieler) (* 1979), australischer Rugby-League-Spieler
- Adam Perry (Eishockeyspieler) (* 1987), kanadischer Eishockeyspieler
- Alex Perry (* 1970), US-amerikanischer Journalist und Autor
- Alice Perry (1885–1969), irische Ingenieurin und Dichterin
- Anita Thigpen Perry (* 1952), amerikanische Krankenschwester
- Anne Perry (1938–2023), britische Schriftstellerin
- Antoinette Perry (1888–1946), US-amerikanische Schauspielerin und Regisseurin

### B
- Barbara Perry (1921–2019), US-amerikanische Schauspielerin
- Ben Edwin Perry (1892–1968), US-amerikanischer Klassischer Philologe
- Benjamin Perry (* 1994), kanadischer Radrennfahrer
- Benjamin Franklin Perry (1805–1886), US-amerikanischer Politiker
- Bliss Perry (1860–1954), US-amerikanischer Literaturkritiker und Schriftsteller
- Bob Perry (Tennisspieler) (1933–2023), US-amerikanischer Tennisspieler
- Bob J. Perry (1932–2013), US-amerikanischer Bauherr und politischer Geldgeber
- Bonnie Perry (* 1962), US-amerikanische anglikanische Bischöfin
- Bradley Steven Perry (* 1998), US-amerikanischer Schauspieler
- Brendan Perry (* 1959), australischer Musiker
- Bruce D. Perry (* 1955), US-amerikanischer Psychiater

### C
- Charles Perry (Schauspieler) (1900–1967), US-amerikanischer Schauspieler
- Charles Perry (Schriftsteller) (1924–1969), US-amerikanischer Schriftsteller
- Charles O. Perry (1929–2011), US-amerikanischer Bildhauer
- Charlie Perry (Fußballspieler) (Charles Perry; 1866–1927), englischer Fußballspieler
- Charlie Perry (Footballspieler) (Charles Julius Perry; 1888–1961), australischer Australian-Football-Spieler
- Charlie Perry (Musiker) (1924–1998), US-amerikanischer Schlagzeuger, Arrangeur und Musikpädagoge
- Chris Perry (* 1973), englischer Fußballspieler
- Claire Perry (* 1964), britische Politikerin
- Claude Perry (1901–1975), US-amerikanischer American-Football-Spieler
- Corey Perry (* 1985), kanadischer Eishockeyspieler

### D
- Dana Perry, US-amerikanische Regisseurin und Filmproduzentin
- David Perry (* 1967), irischer Computerspielentwickler und Unternehmer
- Doane Perry (* 1954), US-amerikanischer Musiker, siehe Jethro Tull

### E
- Edward A. Perry (1831–1889), US-amerikanischer Politiker
- Edward Delavan Perry (1854–1938), US-amerikanischer Indogermanist
- Edward K. Perry († 2000), US-amerikanischer Bischof
- Eleanor Perry (1914–1981), US-amerikanische Drehbuchautorin
- Eli Perry (1799–1881), US-amerikanischer Politiker
- Elizabeth J. Perry (* 1948), US-amerikanische Historikerin
- Ellyse Perry (* 1990), australische Cricket- und Fußballspielerin
- Emily Perry (1907–2008), britische Schauspielerin und Tanzlehrerin
- Enoch Wood Perry (1831–1915), US-amerikanischer Porträt-, Genre- und Landschaftsmaler der Düsseldorfer Schule
- Ermet Perry (1911/12–2001), US-amerikanischer Jazzmusiker
- Ernst Perry (vor 1904–nach 1904), deutscher Fußballspieler

### F
- Felton Perry (* 1945), US-amerikanischer Schauspieler
- Frank Perry (1930–1995), US-amerikanischer Filmregisseur und Produzent
- Frank Perry (Musiker) (* 1948), britischer Perkussionist
- Fred Perry (1909–1995), britischer Tennisspieler
- Fredericka Douglass Sprague Perry (1872–1943), US-amerikanische Hochschullehrerin, Philanthropin und Aktivistin

### G
- Gaylord Perry (1938–2022), US-amerikanischer Baseballspieler
- George Perry (1771–nach 1810), britischer Zoologe
- Gerry Perry (* 1947), US-amerikanischer Tennisspieler
- Grayson Perry (* 1960), britischer Künstler

### H
- Harold Robert Perry (1916–1991), US-amerikanischer römisch-katholischer Bischof
- Harry Perry (1888–1985), US-amerikanischer Kameramann
- Henry Perry (Boxer, 1878) (1878–1969), britischer Boxer
- Henry Perry (Boxer, 1934) (1934–2021), irischer Boxer
- Herbert Perry (1894–1966), US-amerikanischer Sportschütze

### I
- Ida Perry (1877–1966), deutsche Schauspielerin
- Io Perry, kanadischstämmige Singer-Songwriterin und Bassistin

### J
- J. J. Perry, US-amerikanischer Stuntman und Regisseur
- Jack Perry (* 1997), US-amerikanischer Wrestler
- Jameel Perry (* 1987), Fußballspieler aus Trinidad und Tobago
- James Perry (* 1979), südafrikanischer Radrennfahrer
- Janet Perry (* 1947), US-amerikanische Opernsängerin
- Jeff Perry (Schauspieler)  (* 1955), US-amerikanischer Schauspieler
- Jeff Perry (Politiker) (* 1964), US-amerikanischer Politiker
- Jeffrey Perry (Jeffrey S. Perry; † 2012), britischer Schauspieler
- Jim Perry (Moderator) (1933–2015), US-amerikanischer Moderator
- Jim Perry (Baseballspieler) (* 1935), US-amerikanischer Baseballspieler
- Jimmy Perry (1923–2016), britischer Fernsehautor und Schauspieler
- Joan Perry (1911–1996), US-amerikanische Schauspielerin
- Joe Perry (Footballspieler) (1927–2011), US-amerikanischer Footballspieler
- Joe Perry (Musiker) (* 1950), US-amerikanischer Musiker
- Joe Perry (Snookerspieler) (* 1974), englischer Snookerspieler
- Joel Perry (Musiker) (1953–2017), US-amerikanischer Jazzgitarrist
- Joel Perry (Footballspieler) (* 1985), australischer Australian-Football-Spieler
- John Perry (Wasserbauingenieur) (1670–1732), englischer Wasserbauingenieur
- John Perry (Ingenieur) (1850–1920), irischer Ingenieur und Physiker
- John Perry (Bischof) (* 1935), britischer Geistlicher, Bischof von Chelmsford
- John Perry (Pianist) (* 1935), US-amerikanischer Pianist
- John Perry (Philosoph) (* 1943), US-amerikanischer Philosoph
- John Perry (Sänger) (eigentlich Charles John Perry), US-amerikanischer Sänger und Gitarrist, Mitglied von Grapefruit (Band)
- John Perry (Schriftsteller) (* 1952), US-amerikanischer Journalist und Schriftsteller
- John Perry (Gitarrist) (John M. Perry; * 1952), britischer Musiker, Songwriter und Autor, Mitglied von The Only Ones
- John Perry (Politiker) (* 1956), irischer Staatsminister und Politiker der Fine Gael
- John Bennett Perry (* 1941), US-amerikanischer Schauspieler
- John D. Perry (* 1940), US-amerikanischer Psychologe und Sexualforscher
- John J. Perry (1811–1897), US-amerikanischer Politiker
- Jonathan Perry (* 1976), neuseeländischer Fußballspieler
- Jorge Perry (1908–1946), kolumbianischer Leichtathlet
- Joseph Perry (* 1948), US-amerikanischer Geistlicher, Weihbischof in Chicago

### K
- Katherine Perry (1897–1983), US-amerikanische Schauspielerin
- Katy Perry (* 1984), US-amerikanische Sängerin
- Kenny Perry (* 1960), US-amerikanischer Golfer
- King Perry (1920–1990), US-amerikanischer Musiker

### L
- L. Tom Perry (1922–2015), US-amerikanischer Unternehmer und Geistlicher
- Lawrence Perry (1875–1954), US-amerikanischer Journalist und Schriftsteller
- Lee Perry (1936–2021), jamaikanischer Musikproduzent
- Les Perry (1923–2005), australischer Langstreckenläufer
- Lilla Cabot Perry (Lydia Cabot; 1848–1933), US-amerikanische Malerin
- Lily May Perry (1895–1992), kanadische Botanikerin
- Linda Perry (* 1965), US-amerikanische Sängerin und Songschreiberin
- Luke Perry (1966–2019), US-amerikanischer Schauspieler und Synchronsprecher
- Luke Perry (Künstler) (* 1983), britischer Künstler
- Luke Perry (Volleyballspieler) (* 1995), australischer Volleyballspieler

### M
- Madeline Perry (* 1977), irische Squashspielerin
- Madison S. Perry (1814–1865), US-amerikanischer Politiker
- Malcolm Perry (Mediziner) (1929–2009), US-amerikanischer Arzt und Chirurg
- Malcolm J. Perry (* 1951), britischer Physiker
- Matt Perry (* 1977), englischer Rugby-Union-Spieler
- Matthew Perry (Schauspieler) (1969–2023), US-amerikanischer Schauspieler
- Matthew Calbraith Perry (1794–1858), US-amerikanischer Marineoffizier
- Michael Anthony Perry (* 1954), US-amerikanischer Ordensgeistlicher
- Michelle Perry (* 1979), US-amerikanische Leichtathletin
- Mike Perry (* 1983), schwedischer DJ und Musikproduzent
- Miller O. Perry (1907–2010), US-amerikanischer Brigadegeneral

### N
- N. Nick Perry (* 1950), jamaikanisch-amerikanischer Politiker (Demokratische Partei) und Botschafter
- Nanceen Perry (* 1977), US-amerikanische Sprinterin
- Nehemiah Perry (1816–1881), US-amerikanischer Politiker
- Nicholas Perry aka Nikocado Avocado (* 1992), US-amerikanischer YouTuber
- Nick Perry (* 1990), US-amerikanischer American-Football-Spieler
- Nora Perry (* 1954), englische Badmintonspielerin

### O
- Oliver Perry-Smith (1884–1969), US-amerikanischer Bergsteiger
- Oliver Hazard Perry (1785–1819), US-amerikanischer Marineoffizier

### P
- P. J. Perry (Paul John Perry; * 1941), kanadischer Jazzmusiker
- Paula Perry (* 1971), US-amerikanische Rapperin
- Pauline Perry, Baroness Perry of Southwark (* 1931), britische Pädagogin und Politikerin (Conservative Party)
- Philippa Perry (* 1957), britische Psychotherapeutin

### R
- Ralph Perry (Pokerspieler) (Rafael Perry; * 1973 oder 1974), US-amerikanischer Pokerspieler
- Ralph Barton Perry (1876–1957), US-amerikanischer Philosoph
- Ray Perry (1915–1950), US-amerikanischer Jazzmusiker
- Rebecca Perry (* 1988), US-amerikanische Volleyballspielerin
- Rich Perry (* 1955), US-amerikanischer Saxophonist
- Richard Perry (1942–2024), US-amerikanischer Plattenproduzent
- Rick Perry (* 1950), US-amerikanischer Politiker
- Robert Perry (Schauspieler) (1878–1962), US-amerikanischer Schauspieler
- Robert Perry (Segler) (1909–1987), britischer Segler
- Rod Perry (1941–2020), US-amerikanischer Schauspieler
- Roger Perry (1933–2018), US-amerikanischer Schauspieler
- Ross Perry (* 1990), schottischer Fußballspieler
- Ruth Perry (Politikerin) (1939–2017), liberianische Politikerin, Präsidentin 1996 bis 1997
- Ruth Perry (Literaturwissenschaftlerin) (* 1943), US-amerikanische Literaturwissenschaftlerin

### S
- Sacha Perry (* 1970), US-amerikanischer Jazzmusiker
- Sam Perry (Samuel Victor Perry; 1918–2009), britischer Rugbyspieler und Biochemiker
- Samuel Perry (Ostasienwissenschaftler) (* 1969), US-amerikanischer Ostasienwissenschaftler, Übersetzer und Hochschullehrer
- Samuel Frederick Perry (1877–1954), britischer Politiker (Labour Party)
- Sarah Perry (Schriftstellerin) (* 1979), britische Schriftstellerin
- Sarah-Jane Perry (* 1990), englische Squashspielerin
- Scott Perry (* 1962), US-amerikanischer Politiker
- Sean Perry (* 1996), US-amerikanischer Pokerspieler
- Shaun Perry (* 1978), englischer Rugby-Union-Spieler
- Shenay Perry (* 1984), US-amerikanische Tennisspielerin
- Steve Perry (Autor) (* 1947), US-amerikanischer Autor
- Steve Perry (Sänger) (* 1949), US-amerikanischer Sänger und Komponist
- Steve Perry (Produzent), US-amerikanischer Filmproduzent
- Steve Perry (Biathlet), britischer Biathlet
- Steven F. Perry (Steven Franklin Perry; 1944–2022), US-amerikanisch-deutscher Zoologe, Morphologe und Hochschullehrer

### T
- Tamayo Perry (1975–2024), US-amerikanischer Schauspieler, Surfer und Rettungsschwimmer
- Theodore Anthony Perry (* 1938), US-amerikanischer Romanist
- Thomas Perry (* 1947), US-amerikanischer Schriftsteller, Drehbuchautor und Produzent
- Thomas Sergeant Perry (1845–1928), US-amerikanischer Schriftsteller und Übersetzer
- Thomas Johns Perry (1807–1871), US-amerikanischer Politiker
- Todd Perry (* 1976), australischer Tennisspieler
- Tony Perry (* 1986), US-amerikanischer Rockmusiker
- Troy Perry (* 1940), US-amerikanischer Theologe
- Tyler Perry (* 1969), US-amerikanischer Schauspieler

### W
- Walter Perry, Baron Perry of Walton (1921–2003), britischer Pharmakologe, Hochschullehrer und Politiker
- Whitall Perry (1920–2005), US-amerikanischer Philosoph
- William Perry (* 1927), US-amerikanischer Politiker
- William Perry (Footballspieler) (* 1962), US-amerikanischer American-Football-Spieler
- William C. Perry (1900–1985), US-amerikanischer Jurist
- William H. Perry (1839–1902), US-amerikanischer Politiker
- William James Perry (1887–1949), britischer Kulturanthropologe

### Y
- Yaakov Perry (* 1944), israelischer Geheimdienstmitarbeiter und Politiker

### Z
- Zoe Perry (* 1983), US-amerikanische Schauspielerin